# Trichoplusia exquisitella
Trichoplusia exquisitella är en fjärilsart som beskrevs av Embrik Strand 1917. Trichoplusia exquisitella ingår i släktet Trichoplusia och familjen nattflyn. Inga underarter finns listade i Catalogue of Life.